# Тријумфална капија Карусел
Тријумфална капија Карусел (Arc de Triomphe du Carrousel) је славолук у Паризу, налази се на Тргу Карусел. То је пример архитектуре у коринтском стилу. Изграђена је између 1806. и 1808. године у знак сећања на Наполеонове војне победе у претходној години. Исте године пројектована је Тријумфална капија, на другом  крају Јелисејских поља; отприлике је двоструко већа али је довршена тек 1836.

## Опис
Споменик је висок 19 м, широк 23 м и дубок 7,3 м. Средишњи лук висок 6,4 м окружују два мања, висине 4,3 м и ширине 2,7 м. Око његове спољне стране налази се осам коринтских мермерних стубова, на чијим врховима је осам војника Царства. На педименту, између војника, барељефи приказују:
- грб Краљевине Италије са ликовима који представљају историју и уметност
- грб Француског царства са победом, славом, историјом и обиљем
- мудрост и снагу које држе грб Краљевине Италије, праћене обазривошћу и победом.

Наполеонове дипломатске и војне победе обележавају се барељефима изведеним у ружичастом мермеру. Приказују:
- пожунски мир у Пресбургу
- Наполеон улази у Минхен
- Наполеон улази у Беч, вајар Луј-Пјер Десен
- битка код Аустерлица, вајар Жан-Жосеф Есперјсе
- Тилзитски мир
- предаја Улма, вајар Пјер Картелије

Лук је копиран према славолуцима Римског царства, посебно славолуку Септимија Севера у Риму. Теме барељефа посвећених биткама одабрао је директор Наполеоновог музеја (Париз) (смештен у то време у Лувру) Виван Денон, а дизајнирао их је Шарл Меније.
На горњем фризу настрешнице налазе се скулптуре војника: оклопник, наоружани коњаник, гренадир коња и пешак.
Квадрига на врху настрешнице је копија такозваних Коња Светог Марка који красе врх главних врата базилике Светог Марка у Венецији.

## Историја
Дизајнирали су га Шарл Персије и Пјер Франсоа Леонард Фонтен; лук је између 1806. и 1808. године изградио цар Наполеон I, по узору на Константинов славолук (312. год. н. е.) у Риму, као капију палате Тиљерије, царске резиденције. Уништавање палате Тиљерије током Париске комуне 1871. године омогућило је несметан поглед на запад према Славолуку победе.
Првобитно су на њему стајали Коњи Светог Марка из катедрале Светог Марка у Венецији, коју је 1798. заробио Наполеон. 1815. године, након битке код Ватерлоа и Бурбонске рестаурације, Француска је препустила квадригу Аустријском царству које је припојило Венецију под условима Бечког конгреса. Аустријанци су кип одмах вратили у Венецију. Коње Светог Марка заменила је 1828. године квадрига коју је извајао барон Франсоа Жосеф Бозјо, на којој је приказан Мир у тријумфалној кочији са позлаћеним фигурама Победе на обе стране, алегоријски приказујући тријумф Бурбона.
Славолук Карусел инспирисао је дизајн Марбл Арча, тријумфалног лука, изграђеног у Лондону између 1826. и 1833. године.

### Географија
Тријумфална капија на Каруселу налази се на источном крају париске „историјске осе“, девет километара дуге линеарне руте која доминира већим делом северозападног квадранта града.
Гледајући према западу, лук је у равни са обелиском на Тргу Конкорд, средишњој линији великог булевара Јелисејска поља, Тријумфалне капије на Тргу Шарла де Гола и, иако није директно видљив са Трга Карусел, Капијом Дефанса. Дакле, оса почиње и завршава се луком. Када је изграђена Тријумфална капија Карусел, међутим, посматрачу на Трга Карусел онемогућен је било какав поглед према западу. Када је палата Тиљерије спаљена током Париске комуне 1871. године и очишћене његове рушевине, велика оса, каква тренутно постоји, отворена је све до Трга Карусел и Лувра.